# 歐格奇雅·香米庫奈提
歐格奇雅·香米庫奈提（1920年2月1日—1996年1月27日），立陶宛女性藥劑師、草藥醫學學家暨民族誌學者。

## 生平
1920年2月11日，香米庫奈提生於俄羅斯邊疆區，也就是克拉斯諾達爾邊疆區的諾沃羅西斯克，她的父親Franz也是藥劑師，母親Olga則是護士。1922年，香米庫奈提一家人離開俄羅斯，跟難民們一起逃到立陶宛，在陶拉尼亞落腳，父親開了一間藥房，並建置了一個藥草園，香米庫奈提從小就在父親身邊學習相關知識，在藥草園中成長，小學畢業後進入屋田納高中，1937年高中畢業後，就選擇在維陶塔斯馬格努斯大學就讀藥劑學。
1941年，香米庫奈提完成大學課程後到陶拉尼亞的藥房就職，1942年轉至維爾紐斯大學擔任藥園助理三年，1943年大學畢業。1945年，她到維爾紐斯的醫院擔任藥劑師，1947年轉任貿易司的衛生藥物部稽查員，1949年，搬家到立陶宛的第二大城市考那斯，在考那斯植物園擔任委任研究助理，並動筆撰寫博士論文。1950年10月，她回到維爾紐斯，在生物科學研究院（英語：Academy of Sciences Institute of Biology）繼續做博士研究，1952年完成論文，並獲得維爾紐斯大學的認可。
1955年至1957年，香米庫奈提到哈薩克的聯合藥用植物農場就職，1957年返國，再度受僱擔任貿易司的衛生藥物部稽查員，1969年晉升為藥草科的主管，1975年退休。1993年，立陶宛科學理事會（英語：Lithuanian Science Council）頒授香米庫奈提自然科學博士學位。1996年1月27日過世。香米庫奈提和她的雙親一起葬在陶拉尼亞。

## 成就
1997年，歐格奇雅·香米庫奈提基金會（英語：The Eugenija Šimkūnaitė Memorial Foundation）成立，宗旨為推廣研讀藥劑學及草藥領域的研究作業。1998年，為了紀念她，以歐格奇雅的名字為陶拉尼亞的國中命名。